# Олень (ружьё)
«Олень» — советское двуствольное комбинированное ружьё, разработанное для охотников-промысловиков. 

## История
Ружьё было разработано на основе конструкции одноствольного ружья ЗКМ-1 и представлено публике летом 1956 года на Московской выставке охотничьих собак.
В 1974 году для стрельбы из ствола со сверловкой "парадокс" ружья «Олень» была разработана пуля усовершенствованной конструкции массой 19 грамм и предложен оптимальный вариант снаряжения ружейных патронов (в металлической гильзе с капсюлем "Центробой", навеской бездымного пороха "Сокол" массой 0,9 грамма и войлочным пыжом), обеспечивающий увеличение начальной скорости пули (до 310 м/с в 10 метрах от дульного среза ствола) и улучшение результатов стрельбы.

## Конструкция
Представляет собой ружьё с вертикально спаренными стволами из оружейной стали 50А, которые соединены муфтами.
- верхний ствол выполнен гладким, под ружейный патрон 32-го калибра с длиной гильзы 70 мм[1][2][3]
- нижний ствол выполнялся в двух вариантах: 32-го калибра с нарезкой "парадокс" либо нарезным калибра 12,5 мм[1][2][3]

Ударно-спусковой механизм, запирающий механизм и механизм отсоединения цевья аналогичны узлам однозарядного ружья ЗК. Ружьё имеет один наружный курок и один спусковой крючок для обоих стволов. Механизм переключения курка для производства выстрела из верхнего или нижнего ствола смонтирован в ствольной коробке. Управление переключателем производится через промежуточную тягу кнопкой, расположенной в хвостовой части ствольной коробки, позади курка. 
Предохранительное устройство не позволяет произвести выстрел при незапертых стволах.
Гильзы выдвигаются из патронников экстрактором при открывании стволов.
Прицельные приспособления состоят из неподвижного целика и мушки.
Металлические части оксидированы. Ложа и цевьё изготавливались из берёзы или бука. Цевьё отъёмное (зафиксировано специальной защёлкой). Ложа винтовочной, пистолетной или полупистолетной формы. Также ружьё снабжено антабками для крепления ружейного ремня.